# Āb Saraft
Āb Saraft (persiska: آب سرفت) är en ort i Iran.   Den ligger i provinsen Mazandaran, i den norra delen av landet, 130 km nordost om huvudstaden Teheran. Āb Saraft ligger 32 meter över havet och antalet invånare är 192.
Terrängen runt Āb Saraft är platt. Runt Āb Saraft är det ganska tätbefolkat, med 149 invånare per kvadratkilometer. Närmaste större samhälle är Āmol, 7,1 km sydväst om Āb Saraft. Trakten runt Āb Saraft består till största delen av jordbruksmark.